# Fakenham
Fakenham est une ville et une paroisse civile située dans le comté de Norfolk dans l'est de l'Angleterre. En 2011, sa population était de 7 617 habitants.

## Source de la traduction
- (en) Cet article est partiellement ou en totalité issu de l’article de Wikipédia en anglais intitulé « Fakenham » (voir la liste des auteurs).